# Idaea perfluaria
Idaea perfluaria là một loài bướm đêm trong họ Geometridae.